# 営丘県 (遼寧省)
営丘県（えいきゅう-けん）は中華人民共和国遼寧省にかつて存在した県。現在の朝陽市朝陽県付近に相当する。
遼代に設置され、金代に廃止された。